# Mårten Lärka

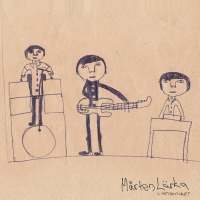
"Livstidsvicket", 2008.

Mårten Lärka, född 14 oktober 1971, är en svensk trubadur/singer/songwriter, från Jättendal i Hälsingland. Lärkas texter har ett poetiskt bildspråk. De är underfundiga och humoristiska med en underton av allvar. Musiken är ofta avskalad och lekfull och kan beskrivas som vispop, men möter ofta andra genrer.
Mårten Lärka var under 1990-talet (då med efternamnet Olsson) sångare, gitarrist och låtskrivare i indiepopbandet Opossum, som senare blev The Trimatics. Han har sedan början av 2000-talet varit aktiv som soloartist och släppt musik främst via den egna labeln M.OTION SONGS. 
2015 började Mårten Lärka släppa låtar med franska texter. Albumen "Alouette" och "Alléz, Alléz" kom 2016 och 2020.
Mårten Lärka sjunger även "Små grodorna" och "Fötter, ben och kropp" på samlingsalbumet "Sånger och ramsor från barnkammarboken vol.4" (2007), utgiven av Bonnier. Skivan vann bland annat en Grammis i kategorin Årets barnskiva 2007.

## Diskografi
- Innan natten har gjort kväll, (album) 2005
- Trasiga pepparkakshjärtan, (EP) 2006
- Sånger och ramsor från barnkammarboken vol.4, (samlade artister) 2007
- Livstidvicket, (album) 2008
- Trubadelica, (EP) 2011
- Trubadelica II, (EP) 2012
- Doneras till staten, (EP) 2013
- Jadåså, (album) 2014
- Je suis un rocker, (singel) 2015
- Robot, (singel) 2015
- Belle Quatrelle, (singel) 2016
- Alouette, (album) 2016
- Parfum de nuit, (singel) 2018
- Ma bien aimée, (singel) 2018
- Être Tarzan, (singel) 2019
- You´re gonna sing my songs, (singel) 2019
- Alléz, Alléz, (album) 2020
- Två dagar om året - Mårten Lärka spelar Stig Dagerman, (album) 2023